# Leptotes unicolor
Leptotes unicolor es una especie de orquídea epífita de crecimiento cespitoso donde habita en las áreas más secas de la Mata Atlántica en los estados brasileños de Minas Gerais, Paraná, y también en el nordeste de Argentina. Las plantas son pequeñas y por su morfología vegetal podría ser comparada a las pequeñas Brassavola, debido a su hojas rollizas. Sin embargo, a pesar de esta similitud, se relacionan más estrechamente con los géneros Loefgrenianthus y Pseudolaelia y Schomburgkia.

## Descripción
Presenta un rizoma corto y pseudobulbos muy pequeños que se extienden de manera casi imperceptible en una hoja cilíndrica, carnosa, corta, erecta o colgante, que tiene un surco más o menos profundas en el haz. La inflorescencia es apical, corta, y contiene pocas flores de tamaño grande en comparación con el tamaño de la planta, pero pequeña en comparación con las orquídeas más cultivadas. Las flores, por lo general, son rosadas pálido. Los pétalos y sépalos son similares, el labio es trilobulado, en algunas especies, con los márgenes lisos, y tiene garras que se aferran a los lados de la columna. Esta es breve y tiene seis polinias de tamaños desiguales, cuatro grandes y dos pequeñas.
Aunque las flores entán más cerca del grupo de hojas largas, puede ser considerada un tipo de transición porque sus hojas son mucho más cortas que el grupo. Se reconoce por sus flores más bien caídas del todo de color rosa muy pálido.

## Sinonimia
- Leptotes paranaensis Barb.Rodr. 1881[5]